# Ishikari (subprefectuur)

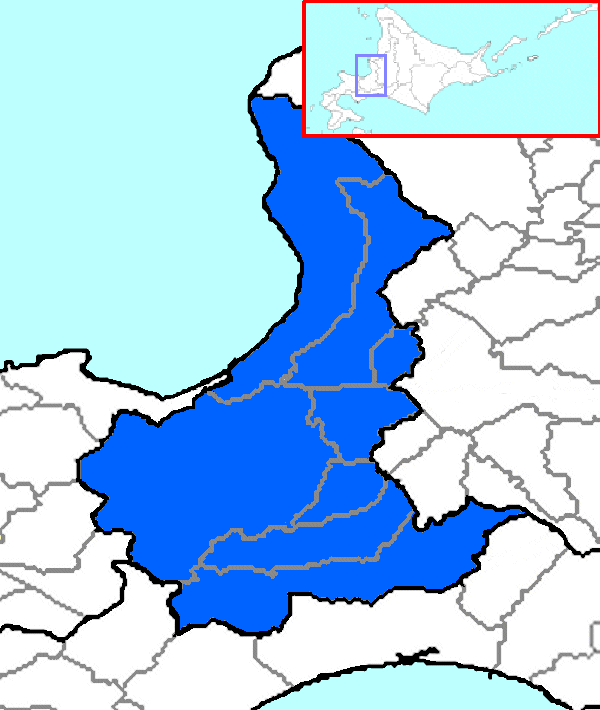
Kaart van de subprefectuur Ishikari.

 Ishikari  (Japans: 石狩支庁,  Ishikari-shichō) is een subprefectuur van de prefectuur Hokkaido, Japan. Ishikari heeft een oppervlakte van 3697 km² en een bevolking van ongeveer 2.310.001 inwoners (2005). De hoofdstad is Sapporo.

## Geschiedenis
De subprefectuur werd opgericht in 1897 als de subprefectuur Sapporo (札幌支庁 , Sapporo-shichō). In 1922 werd de subprefectuur hernoemd naar haar huidige naam.

## Geografie
Ishikari wordt begrensd door de subprefecturen Sorachi, Shiribeshi, Iburi en Rumoi.
De administratieve onderverdeling is als volgt:

### Zelfstandige steden (市) shi
Er zijn 6 steden in de suprefectuur Ishikari:
- Chitose
- Ebetsu
- Eniwa
- Ishikari
- Kitahiroshima
- Sapporo (hoofdstad)

### Gemeenten (郡 gun)
De gemeenten van Ishikari, ingedeeld naar district:
| District | Gemeenten              |
| -------- | ---------------------- |
| Ishikari | Tōbetsu - Shinshinotsu |

### Fusies
(Situatie op 19 mei 2008) 
Zie ook: Gemeentelijke herindeling in Japan
- Op 1 oktober 2005 werden de dorpen Atsuta van het district Atsuta en Hamamasu van het district Hamamasu aangehecht door de stad Ishikari. Beide districten verdwenen door deze fusie.

## Vervoer

### Luchthaven
De subprefectuur heeft twee luchthavens:
- Luchthaven Sapporo Okadama (幌丘珠空港, Sapporo Okadama Kūkō), een nationale luchthaven in Sapporo.
- Luchthaven Nieuw-Chitose (新千歳空港, Shin-Chitose Kūkō), een internationale luchthaven in Chitose.

### Trein
- Hokkaido Railway Company
  - Hakodate-lijn
  - Chitose-lijn
  - Sasshō-lijn
  - Sekishō-lijn
- Metro van Sapporo
  - Nanboku-lijn
  - Tōzai-lijn
  - Tōhō-lijn

- Tram van Sapporo

### Weg
- Autosnelweg
  - Hokkaido-autosnelweg
  - Sasson-autosnelweg
  - Doto-autosnelweg
- Autoweg
  - Autoweg 5
  - Autoweg 12
  - Autoweg 36
  - Autoweg 230
  - Autoweg 231
  - Autoweg 234
  - Autoweg 274
  - Autoweg 275
  - Autoweg 337
  - Autoweg 453